# 美国联邦公务员

1944年富兰克林·罗斯福总统在联合车站发表的演讲，其中感谢联邦政府工作人员帮助美国赢得世界大战

美国联邦公务员（英語：United States federal civil service）是联邦政府各部门各机构的文职工作人员（即非选举、非军事的公共部门的雇员）。联邦公务员制度建立于1871年（美國法典第5编 § 第2101節）。美国各州政府和地方政府实体往往在不同程度上模仿联邦的竞争性公务员制度。
根据人事管理局数据，截至2011年12月，美国联邦政府雇用的公务员约有279万人。这包括联邦政府三大分支（行政分支、立法分支和司法分支）中的所有部门和机构的员工，例如美国邮政署的61.7万雇员。

## 类别
大部分公务员职位都归类为竞争性职务，也即员工是经过针对所有申请人开放的竞争性招聘流程后被择优录用。高级行政职务则是由职业雇员或政治任命（如内阁成员、大使等）充任的非竞争性高级领导职位的分类。特别职务（也称为未分类职务）是某些联邦安全和情报职能机构（如中情局、联邦调查局、国务院等）中的非竞争性职务，这些机构被授权制定自己的招聘政策，而不受大多数任用、薪酬和类别法律的约束。

## 历史
美国建国之初，联邦政府权力小，政务寡，为联邦政府工作的员工人数也相当少，职位相对稳定，总统可以凭一己之喜怒除授或罢黜某员。1801年托马斯·杰斐逊总统系统性的任命了一批共和党人进入行政分支。1829年安德鲁·杰克逊上台，这位高举“杰克逊主义”的总统执政第一年就开除了约900名官员而代之以自己的同党支持者，这比其前任总统开除人数的总和还要多。这种赢家上台瓜分政府官职的模式被称为“猎官制”。随着政府职能的扩大和专业性的增强，猎官制的低效和臃肿广受诟病，1883年《彭德尔顿联邦公务员改革法案》出台后才渐渐扭转了这一局面，在此之前尤利西斯·格兰特总统在内阁中引入了绩效考核体系。1909年时，几乎三分之二的美国联邦政府工作人员都是择优任用的，也即通过考试来衡量其资质。某些高级公务员职位，包括一些外交官和行政机构负责人，由政治任命者担任。1939年《哈奇法案》规定在职公务员不得从事政治活动。某些情况下，即将卸任的行政分支会将把政治任命官员安插进公务员队伍以防止其被新行政分支开除。1978年《政府伦理法案》确立了公务员的利益回避制度。

## 机构
联邦公务员服务于456个、四大类联邦机构：
- 15个联邦行政部门：国务院、财政部、国防部、司法部、内政部、农业部、商务部、劳工部、卫生和公共服务部、住房和城市发展部、运输部、能源部、教育部、退伍军人事务部和国土安全部。
- 总统行政办公室：白宫幕僚、国家安全委员会、行政管理和预算局、经济顾问委员会、贸易代表办公室、国家药品管制政策办公室（英语：Office of National Drug Control Policy）和科技政策办公室（英语：Office of Science and Technology Policy）。
- 政府独立机构：如邮政署、国家航空航天局、中央情报局、环境保护局、国际开发署等等。
- 国营企业：如联邦存款保险公司、国家铁路客运公司等等。[9]

## 薪酬制度
经过几十年发展，美国联邦政府公务员的薪酬已经演变成一套复杂的制度，其中主要包括以下几类：
- 适用于白领雇员的总等级表（英语：General Schedule (US civil service pay scale)）（简称总表）。
- 适用于蓝领雇员的联邦薪俸系统（英语：Federal Wage System）。
- 适用于高级行政雇员的高级行政人员系统。
- 适用于外交官的外交官等级表。
- 其他超过12种备用工资系统，或称实验性工资系统，如中国湖示范项目（China Lake Demonstration Project）。

现行薪俸制度的起点是《1923年类别法令》，后经改良成为法律和《1949年类别法令》。这些现行制度的基础性法令通过行政命令和由《联邦公报》公布的修正案的修改，确认了联邦薪酬制度监管结构的改变。所有薪酬制度的共同目标是实现向所有涉及员工支付公平的工资，而不论其系统、组别或分类如何。这被称为薪酬平权或（“同工同酬”）。某些需求量大的工作会适用特别的税率表，即其工资水平可以高于总表的规定。这种主要包括工程学科和专利审查员等。
总表将白领雇员—联邦公务员队伍中最具专业性、技术性、行政性和文书性职位—分成1-15级。2004年9月，71%的联邦公务员薪俸标准依照总表。联邦薪俸系统或称薪俸等级表，剩余29%依照蓝领雇员的联邦薪俸系统，高级行政职务的高级行政人员系统、行政等级表，以及外交官和邮政系统各自适用的工资表。此外，一些联邦机构（如美国证券交易委员会、联邦储备系统和联邦存款保险公司）也有自己独特的薪酬表。
适用总表的公务员其薪俸会因工作地区不同而有所调整，一般来讲至少是美国所有地区基本工资的10％。下表罗列了一位员工可以赚取薪俸的最低和最高的金额，不计入加班费或奖金。实际工资范围有所不同（例如，阿肯色州农村地区的总表第九级最低工资为46,625美元，而加利福尼亚州圣何塞的同等级最低工资为55,015美元），但所有工资均在下表范围内（2012年1月生效）：
| 工资水平 | 最低工资 (1档) | 最高工资 (10档) |
| 总表1级  | $ 17,803       | $ 22,269        |
| 总表2级  | $ 20,017       | $ 25,191        |
| 总表3级  | $ 21,840       | $ 28,392        |
| 总表4级  | $ 24,518       | $ 31,871        |
| 总表5级  | $ 27,531       | $ 35,657        |
| 总表6级  | $ 30,577       | $ 39,748        |
| 总表7级  | $ 33,979       | $ 44,176        |
| 总表8级  | $ 37,631       | $ 48,917        |
| 总表9级  | $ 41,563       | $ 54,028        |
| 总表10级 | $ 45,771       | $ 59,505        |
| 总表11级 | $ 50,287       | $ 65,371        |
| 总表12级 | $ 60,274       | $ 78,355        |
| 总表13级 | $ 71,674       | $93,175         |
| 总表14级 | $ 84,697       | $110,104        |
| 总表15级 | $ 99,628       | $129,517        |

来源：美国联邦人事管理局，2012。
2009年，有19％联邦公务员工资在10万美元以上。联邦公务员的平均工资是71,208美元，而私营部门的工资是40,331美元，尽管根据联邦行政管理和预算局A-76号通告的规定，大部分低薪或低薪工作已经外包给私人承包商。2010年，有82,034名员工年薪超过15万美元，占联邦公务员总数的3.9％，而2005年时为7,240人。总表薪金受法律限制，最高不得超过行政等级表第四级职位的工资。工资超过15万美元的人数增加主要原因是乔治·W·布什政府期间批准上调行政等级表工资，高级总表员工的工资亦得以随之调整到了15万美元的门槛以上。
2012年，高级行政职务（即高于总表-15级的非总统任用之公务员）的基本工资水平从119,554美元到179,700美元不等。

## 人数
截至2009年1月，联邦政府（不包括邮政系统和军人）雇用了大约200万文职人员。联邦政府是美国最大的单一雇主。尽管大多数联邦机构都设在华盛顿特区，但只有大约16％（约288,000人）的联邦政府雇员在该地区工作。
|                      | 美国本土、 美国领地、 驻外 | 华盛顿特区 |                      | 美国本土、 美国领地、 驻外 | 华盛顿特区 |  |
| -------------------- | -------------------------- | ---------- | -------------------- | -------------------------- | ---------- |  |
| 总数                 | 209.6                      | 17.3       |                      |                            |            |  |
| 行政部门             | 192.3                      | 13.2       | 独立机构             | 17.3                       | 4.1        |  |
| 美国国防部总数       | 73.8                       | 1.65       | 社会保障署           | 6.4                        | 0.02       |  |
| 陆军                 | 25.1                       | 0.2        | 美国国家航空航天局   | 1.7                        | 0.1        |  |
| 海军                 | 20.7                       | 1.2        | 美国国家环境保护局   | 1.6                        | 0.4        |  |
| 空军                 | 16.9                       | 0.05       | 美国证券交易委员会   | 0.5                        | 0.3        |  |
| 其他国防单位         | 8                          | 0.2        | 总务署               | 1.2                        | 0.4        |  |
| 美国退伍军人事务部   | 37.3                       | 0.8        | 中小企业署           | 0.4                        | 0.08       |  |
| 美国国土安全部       | 19.2                       | 2.4        | 人事管理办公室       | 0.5                        | 0.2        |  |
| 美国财政部           | 9.2                        | 0.9        |                      |                            |            |  |
| 美国司法部           | 11.7                       |            |                      |                            |            |  |
| 美国农业部           | 9.7                        | 0.7        | 行政部门 (续)        |                            |            |  |
| 美国内政部           | 7.1                        | 0.4        | 行政部门 (续)        |                            |            |  |
| 美国卫生和公共服务部 | 8.7                        | 0.4        | 美国能源部           | 1.5                        | 0.5        |  |
| 美国运输部           | 5.5                        | 0.8        | 美国国务院           | 1.3                        | 1          |  |
| 美国商务部           | 4.6                        | 0.3        | 美国住房和城市发展部 | 0.8                        | 0.3        |  |
| 美国劳工部           | 1.6                        | 0.5        | 美国教育部           | 0.4                        | 0.3        |  |

来源：美国联邦人事管理局

## 公务员委员会
詹姆斯·加菲尔德总统遇刺身亡后，美国公众愈发支持改革公务员制度。《彭德尔顿公务员制度改革法案》创立的。该委员会的设立是为了管理美国联邦政府的公务员制度。法律要求联邦政府雇员通过竞争性考试和择优录取原则选拔；也禁止民选官员和政治委任官员解雇公务员，使公务员免受政治拉拢和党派算计的影响。但该法律并不适用于各州和市政府。
自1978年1月1日起，该委员会根据1978年第2号重组计划（43 F.R. 36037，92 Stat。3783）和《1978年公务员改革法》的规定更名为人事管理办公室。
联邦公务员考试已经取消了部分职务的招录，因为统计数据表明其未按肯定性行动方针规定录取少数族裔应聘者。

## 1978年公务员改革法案
本法案废除了美国公务员委员会，成立了美国人事管理局（OPM）、联邦劳动关系局（FLRA）和美国考绩制度保护委员会（MSPB）。人事管理局主要为行政分支的各个机构提供管理指导，并颁布控制联邦人力资源的法规。劳动关系局监督联邦雇员组建集体谈判单位（工会）的权利，并与各机构进行集体谈判。考绩制度保护委员会对联邦公务员进行研究，主要听取因受到纪律处分或其他方式离职的联邦雇员的上诉。本法案主要目的是更换不适任的公务员。

## 文学中的联邦公务员
- Mumms, Hardee. . New York: Dutton. 1977. ISBN 978-0-525-10425-4. Humorous novel of 1970s federal employees in Washington, DC [24]
- Philipson, Morris H. . New York: Simon & Schuster. 1983. ISBN 978-0-671-46619-0. Novel about the wife of a federal judge
- Bromell, Henry. . New York: Alfred A. Knopf. 2001. ISBN 978-0-525-10425-4. A State Department employee's son reconstructs a childhood in a fictional Middle Eastern country
- Costello, Mark. . New York: W.W. Norton & Co. 2002. ISBN 978-0-393-05116-2. A novel of life in the Secret Service
- Keeley, Edmund. . New York: Simon and Schuster. 1985. ISBN 978-0-671-47416-4. A novel of a diplomat's son in Cambodia
- Bushell, Agnes. . London: Serpent's Tail. 1997. ISBN 978-1-85242-554-8. A novel about a public health contractor in San Francisco
- White, Stewart Edward. . New York: Doubleday. 1910  [2017-12-16]. ISBN 978-1-4432-2300-3. （原始内容存档于2009-09-25）. A novel of the Forest Service[25]